# Tigres de Tuxpan
Los Tigres de Tuxpan fue un equipo de béisbol que participó en la Liga Invernal Veracruzana con sede en Túxpam, Veracruz, México.

## Historia
Los Tigres de Tuxpan debutaron en la LIV en la Temporada 2012-2013, a través de un acuerdo entre el H. Ayuntamiento de Tuxpan y Tigres de Quintana Roo de la Liga Mexicana de Béisbol, volviéndose filial del equipo cancunense.   
Para la Temporada 2013-2014, pasaron a ser filial de los Olmecas de Tabasco.

### Inicios
Los Tigres debutaron en la LIV en la Temporada 2012-2013.

### Actualidad
Toman parte de la Temporada 2013-2014 de la Liga Invernal Veracruzana.

### Radio y Televisión
Los partidos son transmitidos en vivo por AYM Sports en señal por cable. 
También son narrados a través de la página oficial de la Liga Invernal Veracruzana.

## Jugadores

### Roster actual
| Lanzadores: - Ángel Araiza - Román Rivas - Jesús Gaxiola - Emiliano Fruto - Ubaldo Croda - Armando Gabino - Edgar Castellanos - Rubén Miranda - Arturo Ruiz - Gerardo García - Wilfrido Soto - Onofre Burgos - Daniel Pérez Receptores: - José Miguel Torres - Hernando Luna - César Hernández |  | Jugadores de Cuadro: - Luis Reyes - Olmo Rosario - Luis Fernando Porchas - Magdiel Valenzuela - José Velázquez - Deyvy Ánimas - Robert Morón Jardineros: - Rogelio Noris - Roberto Valencia - Carlos Romero - Rodrigo Valderas - Enrique Figueroa Mánager: - Adelaido Rodríguez |